# Elisabeth Sonrel
Elisabeth Sonrel (geboren 17. Mai 1874 in Tours; gestorben 8. Februar 1953 in Sceaux) war eine französische Malerin und Illustratorin des Jugendstils (französisch Art nouveau).

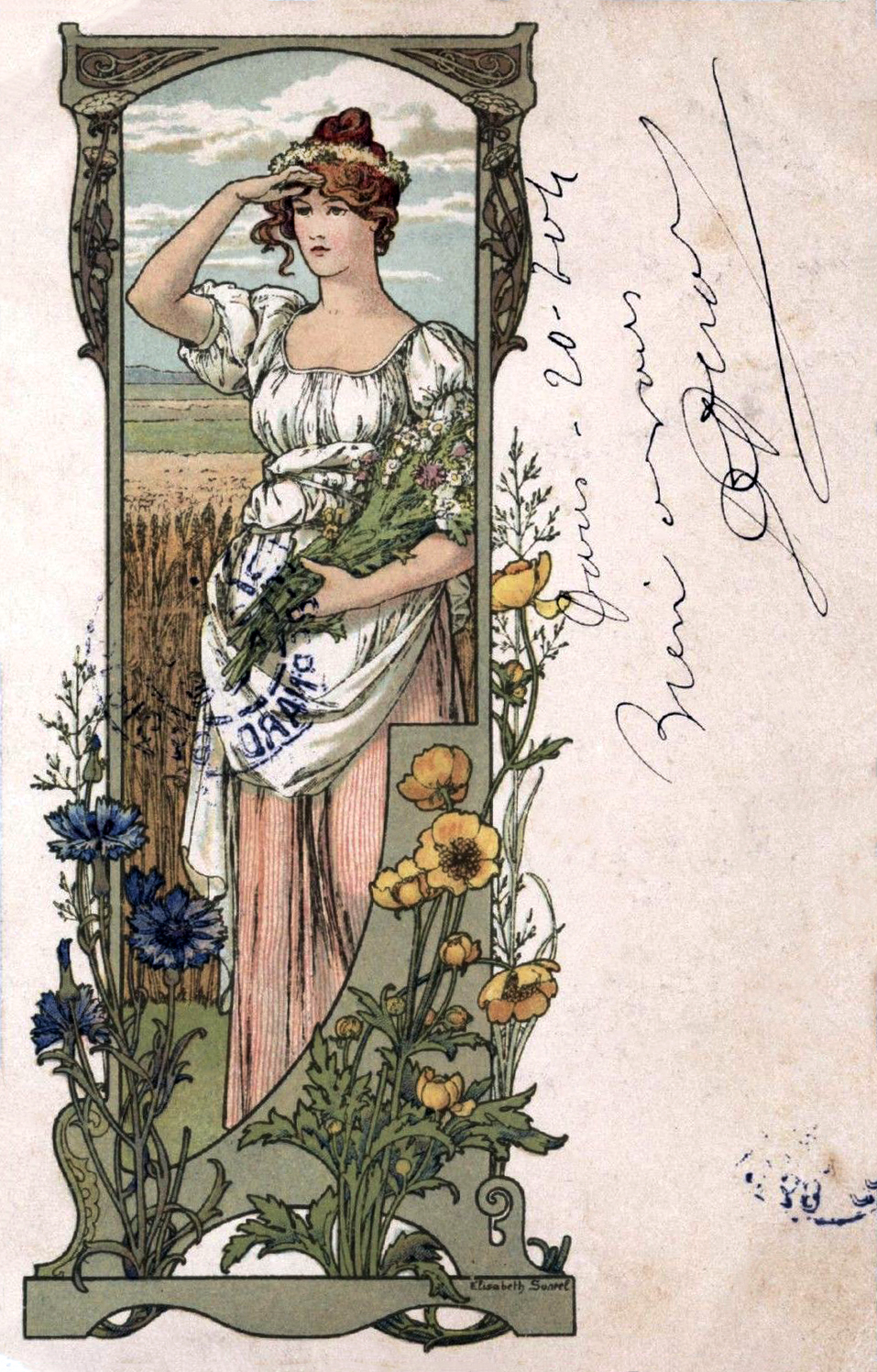
Postkarte

## Leben
Sie war die Tochter eines Militärarztes und Amateurmalers aus Tours, Nicolas Stéphane Sonrel, der ihr den ersten Malunterricht erteilte. Elisabeth Sonrel studierte ab 1891 Malerei in Paris an der Académie Julian bei Jules Lefebvre.
Im Jahr 1892 schuf sie ihre Diplomarbeit Pax et Labor, ein Werk, das sich gegenwärtig in den Sammlungen des Musée des Beaux-Arts de Tours befindet. Sie stellte von 1893 bis 1941 ihre Werke im Salon des Artistes Français aus.
In ihrer Frühzeit schuf sie viele Entwürfe für Poster, Postkarten und Illustrationen, die in größeren Auflagen gedruckt wurden.
Nach Besuchen von Florenz und Rom zeigten ihre Werke einen Einfluss der Malerei der italienischen Renaissance, insbesondere der von Sandro Botticelli. Ihre Malerei ist vom Ritterepos der Artuslegende inspiriert. Ihre Themen, ob Porträts oder Landschaften, sind allegorisch, mystisch und symbolisch. Ihr mystisches Werk umfasst Âmes errantes (Wandernde Seelen, Salon von 1894), Les Esprits de l'abîme (Die Geister des Abgrunds, Salon von 1899) und Jeune femme à la tapisserie (Junge Frau mit Wandteppich). Auf der Weltausstellung Paris 1900 wurde ihr Gemälde Le Sommeil de la Vierge (Traum der Jungfrau) mit einer Bronzemedaille ausgezeichnet. Sie erhielt auch den mit 3.000 Franken dotierten Henri-Lehmann-Preis von der Académie des Beaux-Arts. 
Ab 1900 besuchte sie öfter die Bretagne, um sich im sagenumwobenen Wald Brocéliande inspirieren zu lassen. Sie malte mehrere Werke in Le Faouët, bevor sie in den 1930er Jahren eine Villa in La Baule bezog. Ihre letzte Ausstellung hatte sie 1941 im Alter von 67 Jahren.